# No es sólo otra película gay
No es sólo otra película gay (en inglés: Another Gay Movie) es una película norteamericana dirigida Todd Stephens en el año 2006, que de forma satírica explora la vida de cuatro amigos gais. El argumento es en gran parte una parodia de American Pie.
La película sigue la vida de cuatro adolescentes homosexuales: Andy, Jarod, Nico y Griff, quienes están por graduarse de la escuela secundaria y quieren perder su "virginidad anal" antes de los festejos por el día del trabajo que hará su amiga Muffler. Cada uno de los personajes tiene varias oportunidades para lograr el pacto, antes de la noche de fiesta, donde cada uno cumplirá el trato.

## Argumento
Cuatro amigos gais se han graduado recientemente de la escuela secundaria. Andy (Michael Carbonaro) es friki y sexualmente enloquecido, Jarod (Jonathan Chase) es bonito pero inseguro de sí mismo, Griff (Mitch Morris) es conservador, y Nico (Jonah Blechman) es ostentoso y afeminado. Los cuatro amigos deciden hacer un pacto para tener sexo antes del verano.
Cada muchacho intenta conseguir sexo de diferentes maneras, con resultados trágicos y a la vez cómicos. Nico intenta obtener una cita con Ryder (Matthew Rush), Andy persigue un viejo anhelo, su profesor de matemáticas (Graham Norton), Jarod busca compañeros de equipo incluyendo un jugador de baseball del equipo rival (James Getzlaff), y Griff intenta ganar el afecto de un estríper (Darryl Stephens). La mayor parte del humor proviene de la torpeza con la que enfrentan cada romance, y lo ingenuos que son a la hora del sexo.

## Reparto
- Michael Carbonaro como Andy Wilson.
- Jonah Blechman como Nico Hunter.
- Jonathan Chase como Jarod.
- Mitch Morris como Griff.
- Ashlie Atkinson como Dawn Muffler.
- Scott Thompson como el Señor Wilson.
- Graham Norton como el Señor Puckov.
- Stephanie McVay como Bonnie Hunter.
- Lypsinka como la Señora Wilson.
- James Getzlaff como Beau.
- Angela Oh como Tiki.
- Darryl Stephens como Angel.
- Richard Hatch como Richard Hatch.
- George Marcy como el Abuelo Muffler.
- Megan Saraceni como Mini-Muff.
- Matthew Rush como Ryder.

## Banda sonora
1. Another Gay Sunshine Day – Nancy Sinatra
2. I Know What Boys Like – Amanda Lepore
3. Everything Makes Me Think About Sex – Barcelona
4. Clap (See the Stars) – The Myrmidons
5. Vamos a la Playa – United State of Electronica
6. Dirty Boy – IQU
7. Hot Stuff – The Specimen
8. Fuego – Naty Botero
9. All Over Your Face – Cazwell
10. Pleasure Boy – Seelenluft
11. This is Love – Self
12. Peterbilt Angel – Morel
13. Another Ray of Sunshine – Nancy Sinatra
14. Let the Music Play – Shannon
15. I Was Born This Way – Craig C. featuring Jimmy Somerville